# Fasciculina

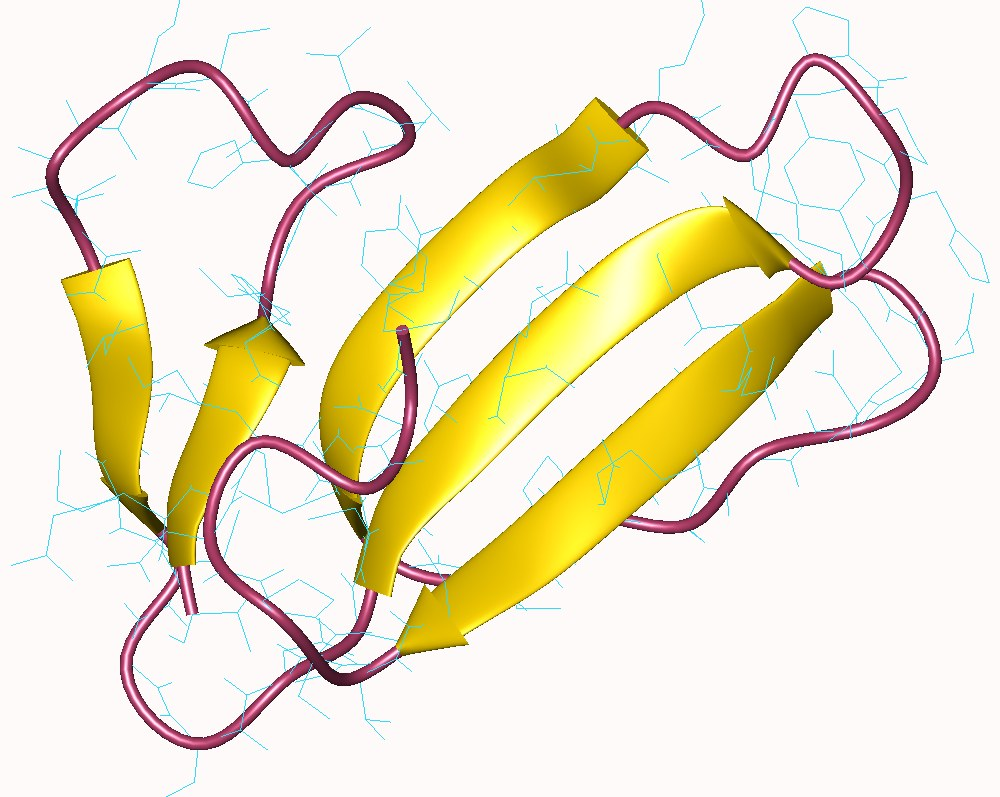
Fasciculina 1, Dendroaspis angusticeps (mamba verde)

Fasciculinas são uma classe de proteínas tóxicas encontradas em certos venenos de cobras, principalmente em algumas espécies de mamba. Investigações revelaram formas distintas em alguns venenos de mamba verde, em particular FAS1 e FAS2 As fasciculinas são assim chamadas porque causam fasciculação intensa em fascículos musculares de organismos suscetíveis, como as presas preferidas das cobras. Esse efeito ajuda a incapacitar os músculos, matando a presa ou paralisando-a para que a cobra possa engoli-la.

## Perturbação da sinalização da acetilcolina
Os desreguladores do veneno da neurotransmissão da acetilcolina geralmente penetram na junção neuromuscular, onde interferem na produção ou recepção da acetilcolina, ou na hidrólise da acetilcolina após ela ter atingido sua função de neurotransmissão; as fasciculinas mamba impedem o estágio final desse processo ligando-se à acetilcolinesterase e bloqueando sua ação na acetilcolina; o resultado é que, após a acetilcolina ter transmitido o estímulo necessário, ela continua com o estímulo após ele ter se tornado inadequado. Esse mecanismo é, de certa forma, semelhante ao efeito dos chamados agentes nervosos organofosforados; o bloqueio da ação da acetilcolinesterase é o que causa a fasciculação que inspirou o nome fasciculina.

## Atracação e atividade
Na acetilcolinesterase de mamíferos, dois resíduos aniônicos periféricos conservados fazem parte da enzima onde a molécula FAS se atraca. As acetilcolinesterases de insetos e aves não possuem os dois resíduos nessas posições, o que reduz drasticamente sua afinidade pelas fasciculinas da mamba. Entretanto, há um efeito tóxico significativo, embora reduzido, porque vários resíduos básicos na proteína do veneno ainda estabelecem e mantêm contato com a enzima. Isto é incomum na complementaridade de proteínas, pois envolve atrações entre vários resíduos carregados, mas sem qualquer ligação salina entre as moléculas.